# Marinus Kraus
Pour les articles homonymes, voir Kraus.
Marinus Kraus (né le 13 février 1991 à Oberaudorf, en Bavière) est un sauteur à ski allemand. 

## Carrière
Au début de sa carrière sportive, Marinus Kraus se consacrait aux compétitions de combiné nordique telles que la FIS Cup ou l'Alpen Cup. À partir de 2009, il décide de privilégier les épreuves de saut à ski participant à sa première manche de Coupe du monde en janvier 2013 à Vikersund et obtenant son premier podium le 29 novembre 2013 à Kuusamo. En février 2014, il devient champion olympique de l'épreuve par équipes à Sotchi et est sixième sur le grand tremplin.

## Palmarès

### Jeux olympiques
| Épreuve / Édition | Sotchi 2014 |
| Petit tremplin    | -           |
| Grand tremplin    | 6e          |
| Par équipes       | Or          |

### Championnats du monde
| Épreuve / Édition | Épreuve / Édition | Falun 2015 |
| Petit tremplin    | Petit tremplin    | 10e        |
| Grand tremplin    | Grand tremplin    | -          |
| Par équipes       | PT                | -          |
| Par équipes       | GT                | -          |

Légende : PT = petit tremplin, GT = grand tremplin.

### Championnats du monde junior
| Épreuve / Édition | Otepää 2011 |
| Individuel        | 28e         |
| Par équipes       | Argent      |

### Coupe du monde
- Meilleur classement général : 16e en 2014.
- 1 podium individuel dont 1 deuxième place.
- 2 podiums par équipes dont 1 victoire et 1 deuxième place.

palmarès au 20 janvier 2015

#### Différents classements en Coupe du monde
| Année     | Classement général final |
| 2012-2013 | 63e                      |
| 2013-2014 | 16e                      |
| 2014-2015 | 22e                      |
| 2015-2016 | 41e                      |